# Adaptació hedònica
L' adaptació hedònica, també coneguda com a roda hedònica (hedonic treadmill), és una tendència observada en psicologia per la qual els humans sempre retornen a un estat relativament estable de felicitat després de patir importants canvis, positius o negatius, a la seva vida. Dit d'una altra manera, a mesura que una persona obté èxits, objectius o comoditats, els seus desitjos i expectatives creixen al mateix ritme, deixant-la amb el mateix nivell de felicitat que tenia al principi. El concepte va ser encunyat per Philip Brickman i Donald T. Campbell al seu assaig de 1971: "Hedonic Relativism and Planning the Good Society".

## Concepte
Ladaptació hedònica és un procés o mecanisme que regula l'impacte afectiu d'esdeveniments emocionals cap a un estat elemental. Implica l'existència d'un punt inicial de felicitat al voltant del qual els humans orbiten de manera constant al llarg de les seves vides, de forma relativament independent dels esdeveniments vitals que l'entorn els proporcioni. Aquest procés merita la metàfora d'una roda de molí, ja que, sense importar quant un intenti obtenir un guany de felicitat, tornarà a trobar-se al mateix lloc de partida.
Aquest fenomen pot passar de diverses maneres. Normalment, el procés porta canvis cognitius, com ara fluctuacions en els valors, les metes, l'atenció o la interpretació d'una situació. Això, a la vegada, té el seu reflex en els processos neuroquímics cerebrals, que desensibilitzen cada nou camí hedònic sobreestimulat. També pot passar a causa de la tendència humana a construir racionalitzacions elaborades, per tal de no pensar en si mateixos com a persones afavorides per les circumstàncies.